# Epeolus minimus
Epeolus minimus är en biart som först beskrevs av Robertson 1902.  Epeolus minimus ingår i släktet filtbin, och familjen långtungebin. Inga underarter finns listade i Catalogue of Life.

## Bildgalleri

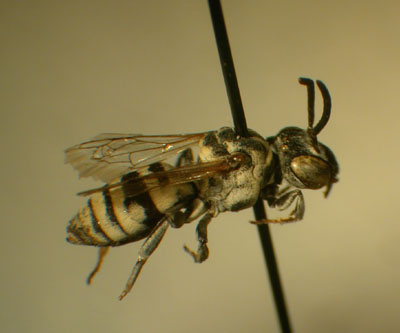